# パウル＝ハインリヒ・デーネ
パウル＝ハインリヒ・デーネ（Paul-Heinrich Dähne、1921年7月7日 - 1945年4月24日）はドイツ空軍の軍人。第二次世界大戦で約600回の出撃で99機を撃墜したエース・パイロットであり、その戦功から騎士鉄十字章を授与された。

## 経歴
1921年7月7日、フランクフルト・アン・デア・オーダーで生まれた。1939年、ドイツ空軍に入隊。パイロット訓練修了後、1941年に少尉として東部戦線の第52戦闘航空団第I飛行隊第2中隊（2./I./JG52）に配属された。8月26日、北海上空でブリストル ブレニムを撃墜し、初戦果を記録した。1942年8月4日、2機のLaGG-3を撃墜。6機撃墜を記録し、エース・パイロットとなった。1943年9月13日、空軍名誉杯を授与され、2./I./JG52の中隊長に任命された。11月20日、一日で5機を撃墜し、「一日で達成されたエース（Ace in a day）」となった。1944年1月10日、第11戦闘航空団第III飛行隊第12中隊（12./III./JG 11 ）の中隊長に任命された。4月6日、騎士鉄十字章を授与された。
1945年1月2日、前日に戦死したホルスト＝ギュンター・フォン・ファッソングの後任として、第11戦闘航空団第III飛行隊（III./JG 11）の飛行隊長に任命された。3月、第1戦闘航空団第II飛行隊（II./JG 1）の飛行隊長に任命された。
4月24日、ハインケルHe162の飛行訓練中にヴァーネミュンデの近くで事故が起き、射出座席によってベイルアウトを試みたがキャノピーを突き破ることができず死亡した
。満23歳没。死後名誉特進により大尉に昇進した。
総撃墜数99機の内、96機は東部戦線、3機は西部戦線で記録したものだった。

## 叙勲
- アビエイター章
- 空軍前線飛行章
- 空軍名誉杯（1943年9月13日）[1]
- 鉄十字勲章1939年章
  - 2級
  - 1級
- ドイツ十字章金章（1943年10月17日）：第52戦闘航空団第2中隊の中尉として[2]
- 騎士鉄十字章（1944年4月6日）：第11戦闘航空団第12中隊の中隊長及び中尉として[3][注釈 1]